# Marianne Mako
Pour les articles homonymes, voir Mako.
Marianne Mako, née le 15 mai 1963 à Livry-Gargan et morte le 30 septembre 2018 dans le 15e arrondissement de Paris, est une journaliste française.

## Biographie
Après avoir commencé sa carrière en réalisant des piges pour les services des sports de différents médias (France Inter, Sud Ouest, RMC, Libération...), Marianne Mako intègre en 1987 l'équipe de l'émission Téléfoot sur TF1. Elle devient alors la première femme journaliste contribuant à une émission sur le football à la télévision française.
Elle est cependant parfois « maltraitée » au sein de l'équipe de Téléfoot. Thierry Roland, l'animateur de l'émission, déclare en effet dans un livre d'entretiens  que le football n'a « pas vraiment été prévu pour les femmes journalistes » en prenant en exemple Marianne Mako, dans la bouche de laquelle il dit avoir entendu « beaucoup de catastrophes ». Marianne Mako s'abstient de pousser plus loin son litige avec Thierry Roland et obtient par la suite sa propre rubrique, Crampons Aiguilles. Mais, en 1997, elle est licenciée après une dizaine d'années de présence dans l'émission. Elle est alors remplacée par celle qui vient d'être élue Miss France, Sophie Thalmann. Une vingtaine d'années plus tard, Gérard Holtz, dénonçant le machisme dans le milieu sportif, prend comme exemple l'histoire de Marianne Mako et affirme que cette dernière a été évincée à la demande de Thierry Roland qui ne voulait « pas de femme pour le football ».
Blessée par cette expérience, Marianne Mako abandonne le journalisme sportif et travaille ensuite dans le secteur de la communication.
Souffrant d'un cancer depuis deux ans, elle meurt le 30 septembre 2018 dans une clinique parisienne de soins palliatifs. Son ancien confrère Sébastien Barnaud, journaliste à TF1, salue en elle la « pionnière de la féminisation du journalisme sportif en France ».

## Ouvrages[9]
- Joël Bats (coll.), Gardien de ma vie, J'ai lu, 1987
- Ces hommes en bleu : 30 vies en confidence, Hachette, 1998
- Les Rois du mondial 2006, Solar, 2006